# Товариство Галицьких і Духовних Греко-католицького обряду
Товариство Галицьких і Духовних Греко-католицького обряду (Societas Presbyterorum Ritus Greko-catolici) — перше українське освітнє товариство в Галичині, створене в Перемишлі в 1816 році.
Його було створено з метою зібрати якнайбільше людей, головно парохів, які б взяли під свій контроль і опіку справи народної освіти. Також метою товариства була координація та консолідація роботи з видання навчальних та релігійних книг для розвитку української системи освіти, а також для підвищення рівня освіти греко-католицьких священиків.
Ініціатором заснування Товариства був організатор народної освіти о. Іван Могильницький. Він розробив статут Товариства, прийнятий греко-католицьким митрополитом Михайлом Левицьким, а в липні 1816 року затверджений імператором Францом II Габсбургом.
Членами товариства були призначені лише духовні особи: Іван Могильницький, І. Давидович, Д. Качановський, П. Назаревич, Б. Созанський, І. Трильовський, І. Турчманович та Іван Снігурський.
У 1817–1821 рр. Товариство видало кілька шкільних підручників (переважно Могильницького) та багато книжок з економіки, гігієни, історії Церкви та церковного права. Він діяв принаймні до 1930-х років. XIX століття.
Діяльність Товариства викликала спротив як поляків, стурбованих розвитком української просвітницької діяльності, так і частини українців (пов'язаних з Василіянським Чином). Внаслідок інтриг митрополит Левицький отримав догану як від Папи, який також різко засудив статут Товариства, так і від світської влади у Відні. Однак після того, як він пояснив звинувачення, Міністерство внутрішніх справ Австрії стало на захист митрополита та закрило розслідування.